# Dickey-Gletscher
Der Dickey-Gletscher ist ein rund 20 km langer Gletscher an der Shackleton-Küste der antarktischen Ross Dependency. Er fließt in nördlicher Richtung entlang der Ostflanke der Surveyors Range und erreicht über die Beaumont Bay das Ross-Schelfeis. 
Das Advisory Committee on Antarctic Names benannte ihn 1965 nach Captain Willie Mills Dickey (1911–1995) von der United States Navy, dem Kommandeur von Unterstützungseinheiten zur Versorgung der Forschungsstation Little America V im Winter 1957.